# David Leslie (1er Lord Newark)
Pour les articles homonymes, voir David Leslie.
David Leslie, 1er Lord Newark (vers 1600–1682) est un officier de cavalerie écossais. Il combat pour l'armée suédoise de Gustave II Adolphe pendant la guerre de Trente Ans. Il entre au service suédois en 1630, servant comme capitaine dans le régiment d'Alexander Leslie (futur comte de Leven). Il retourne en Écosse juste avant la fin de la Guerres des évêques et participe à la guerre civile anglaise et aux guerres civiles écossaises.

## Jeunesse
David Leslie est le cinquième fils de Sir Patrick Leslie (1er Lord Lindores) (en), et de Jean, fille de Robert Stewart (1er comte d'Orkney) (en).
David Leslie est l'un des Écossais qui est transféré du service suédois au service russe sous Alexandre Leslie d'Auchintoul (à ne pas confondre avec Leven) en 1632 pour participer à la guerre de Smolensk et est mentionné par son nom dans le témoignage de Leslie d'Auchintoul . David Leslie revient dans l'armée suédoise en 1634 où il sert comme colonel puis adjudant général du maréchal Johan Banér avec qui il participe à la bataille de Wittstock en 1636.
Leslie demande à quitter le service suédois en août 1640 après avoir été blessé au combat. Les archives suédoises du Riksråd (Conseil royal) montrent que lui et le colonel James Lumsden demandent à retourner en Écosse en même temps. La gravité des blessures de Leslie est discutable et il est probable qu'ils aient été convoqués chez eux pour soutenir l'armée de l'Alliance d'Alexandre Leslie, alors participant aux Guerres des évêques contre Charles Ier. Ces deux officiers sont récompensés par une indemnité de départ comprenant 200 mousquets et 200 armures chacun. Leslie reçoit également une précieuse chaîne en or en signe de ses loyaux services à la Couronne suédoise . L'ambassadeur Stuart à Hambourg, Sir Thomas Roe, informe Londres du départ de Leslie avec le colonel Lumsden et 24 autres officiers écossais de cette ville. Ils arrivent en Écosse après la fin des guerres épiscopales.

## Guerre civile
Après que les parlements d'Écosse et d'Angleterre conviennent de la Solemn League and Covenant en 1643, David Leslie devient major général sous Alexander Leslie (devenu comte de Leven) dans l'armée de la Solemn League and Covenant qui est envoyée pour combattre aux côtés des forces du Parlement anglais en 1644. Il joue un rôle important lors de la Bataille de Marston Moor, à l'ouest de York en menant une charge de cavalerie réussie contre les Cavaliers alors qu'Oliver Cromwell est blessé . Cela laisse le temps à l'infanterie de se regrouper et d'éliminer la battalia royaliste dirigée par un autre ancien collègue, le lieutenant-général James King (1er Lord Eythin) (en). David Leslie commande par la suite la force qui assiège Carlisle.
En 1645, Leslie est renvoyé en Écosse pour s'occuper des royalistes là-bas pendant la guerre civile écossaise. Il met en déroute la principale force royaliste de James Graham (1er marquis de Montrose) à la bataille de Philiphaugh (septembre 1645) et est récompensé par le comité des domaines avec un cadeau de 50 000 merks et une chaîne en or ; mais sa victoire est gâchée par le massacre des Irlandais capturés - hommes, femmes et enfants - à qui la vie sauve avait été accordée. Il est alors déclaré lieutenant général des armées et, en plus de sa solde de colonel, une pension lui est versée . Un de ceux capturés à Philiphaugh est son vieux commandant, Alexander Leslie d'Auchintoul, et il intervient personnellement pour le sauver de l'exécution. Auchintoul est banni à vie, ce qui conduit à son retour en Russie .
Leslie retourne en Angleterre et assiste au siège de Newark . Quand le comte de Leven part pour Newcastle upon Tyne Leslie prend le commandement de l'armée écossaise assiégeant Newark. Alors qu'il commande cette armée, Charles Ier arrive d'Oxford et se rend à lui le 5 mai 1646. Newark se rend le lendemain .
À son retour en Écosse, il réprime plusieurs des clans des Highlands qui soutenaient la cause du roi . En 1647, Leslie assiège le château de Dunaverty qui est un bastion du clan MacDonald. Les MacDonald se rendent, puis peut-être 300 d'entre eux sont tués (le massacre de Dunaverty). En 1648, il refuse de participer à l'expédition anglaise des " engager ", l'entreprise n'ayant pas l'aval des Kirk .
Leslie assiège alors la garnison royaliste du château de Kincardine. Le château est détenu par "Smooth John" Macnab, chef du clan MacNab. Lorsque MacNab constate qu'il ne serait pas possible de maintenir la défense, il conduit les défenseurs, l'épée à la main à la tête de 300 hommes, qui se frayent un chemin à travers la force de siège. Tous s'échappent à l'exception du chef MacNab lui-même et d'un autre homme qui sont capturés et envoyés à Édimbourg comme prisonniers de guerre. Le chef est condamné à mort mais il s'échappe, rejoint le roi Charles et continue à se battre. MacNab est ensuite tué à la bataille de Worcester en 1651.
En 1650, après que Montrose ait fait une autre tentative de soulèvement royaliste, il est capturé par Neil Macleod d'Assynt. Macleod, qui a combattu avec Montrose au siège d'Inverness, le livre aux Covenanters. Le général Leslie, qui est alors à Tain, envoie le major-général James Holborne avec une troupe de cavaliers chercher Montrose pour l'amener à ses juges. Pendant que Montrose est conduit à sa mort, Leslie envoie cinq troupes à cheval, dont certaines des régiments de Holborne et de John Gordon (14e comte de Sutherland), au château de Dunbeath. Les défenseurs refusent de céder, tenant vaillamment pendant quelques jours jusqu'à ce que leur approvisionnement en eau soit coupé, les forçant à se rendre. Ils sont finalement conduits sous escorte à Édimbourg, où Montrose est exécuté.

## Royaliste de 1650
En 1650, le gouvernement covenantaire écossais est déçu par le Parlement anglais et soutient à la place Charles II dans l'espoir qu'en échange de leur soutien contre ses ennemis anglais, il imposerait son programme politique et religieux à la Grande-Bretagne. Leslie se trouve donc maintenant à se battre pour le roi. Lorsque l'armée parlementaire sous Oliver Cromwell envahit l'Écosse en juillet 1650, Leslie commande les forces écossaises. En refusant la bataille, Leslie résiste aux tentatives de Cromwell d'attaquer Édimbourg et lorsque les Anglais sont forcés de battre en retraite en août 1650, il les poursuit le long de la côte est, piégeant finalement 11 000 soldats anglais au sud de Dunbar. Bien que l'armée écossaise compte deux fois plus d'hommes, les divisions au sein du Comité des États et Kirk donnant des instructions à Leslie donnent à Cromwell l'occasion d'infliger une défaite décisive aux Écossais à la bataille de Dunbar le 3 septembre 1650. Leslie s'échappe avec un petit reste de son armée qui rejoint ensuite les forces royalistes de Charles II dans la région de Stirling.
Leslie dirige l'armée royaliste lors d'une autre invasion de l'Angleterre en 1651, où il est de nouveau vaincu par Cromwell, à la bataille de Worcester le 3 septembre 1651. Après sa capture, il est envoyé à la Tour de Londres.
Libéré de captivité lors de la restauration de Charles II en 1660, Leslie reçoit le titre de Lord Newark. David Leslie, 1er Lord Newark, est mort en 1682.

## Famille
Son fils David est le 2e Lord Newark. Sa fille Jean Leslie (décédée en 1740) s'est présentée comme la 3e "Lady Newark"  c'est-à-dire une dame à part entière. Elle épouse Sir Alexander Anstruther d'Anstruther en 1694, et leurs fils William et Alexander sont connus semi-officiellement comme les 4e et 5e Lords Newark.